# 福永家住宅
福永家住宅（ふくながけじゅうたく）は、徳島県鳴門市鳴門町高島（高島）の鳴門塩田公園にある歴史的な建造物。国の重要文化財に指定。「塩田屋敷」とも呼ばれている。

## 歴史
福永家は代々製塩業を営み、屋敷地は周囲に石垣を築き、その北側に接して入浜式塩田が残る。屋敷地内には主屋をはじめ鹹水溜、塩納屋薪納屋の製塩に関する建物や離座敷、土蔵、納屋が建ち並ぶ。
棟札によると主屋が1828年（文政11年）、離座敷が1832年（天保3年）、土蔵が1833年（天保4年）にそれぞれ建てられた。その他の建物のうち、塩納屋は1909年（明治42年）に改築されたが、ほかの建物は主屋が建てられた1828年から1833年に建てられたと考えられる。
1976年（昭和51年）5月20日に国の重要文化財に指定された。

## 交通
- JR鳴門線「鳴門駅」より車で約15分。